# Sansang
Sansang (kor. 산상왕, 山上王; imię osobiste Yŏnu 연우) – król (wang) Koguryŏ, największego z Trzech Królestw Korei, panujący w latach 196/197–227.

## Życiorys
Młodszy brat poprzedniego króla Kogukch’ŏna.
Kiedy król Kogukch’ŏn zmarł, jego małżonka królowa U nie ujawniła początkowo jego zgonie, zamiast tego udała się do królewskiego brata Palgi mówiąc mu, że powinien on odziedziczyć tron. Balgi jednak odmówił, nie wiedząc jeszcze o śmierci króla. Wówczas królowa udała się do Yŏnu, który podążył za nią do pałacu. Następnego dnia królowa U ogłosiła dworzanom, że Yŏnu odziedziczył tron zgodnie z wolą zmarłego króla, co według kronik Samguk sagi nie było zgodne z prawdą. Następnie Yŏnu pojął za żonę królową U, której de facto zawdzięczał tron. Gdy Palgi odkrył co się wydarzyło, otoczył pałac na czele zbrojnego oddziału, lecz nie znalazł większego poparcia i po trzech dniach odstąpił od oblężenia. Po tym Palgi udał się do Liaotung, gdzie otrzymał oddział zbrojnych od chińskiego namiestnika komanderii i wyruszył z tym oddziałem przeciw Koguryŏ, lecz został pokonany przez Koreańczyków pod dowództwem Kyesu (계수), kolejnego z królewskich braci.
W dwunastym roku panowania (208) król poznał we wsi Jut’ongch’on piękną dziewczynę Sohu (소후), z którą spłodził syna Gyoche. W następnym roku królowa dowiedziała się o jego romansie i nasłała zbrojnych na wieś, ale gdy dowiedziała się, że Sohu jest brzemienna, nie pozwoliła jej skrzywdzić. Gdy urodził się Gyoche, król przyjął dziecko wraz z matką na dwór. Ów syn został następnie następcą Sansanga jako król Tongch’ŏn.
W 21 roku panowania (217) przyjął do kraju 1000-osobową grupę Chińczyków z Pingzhou i osiedlił ich w Ch’aeksŏng, tj. dzisiejszym Hunchun.